# Thần tạo luận

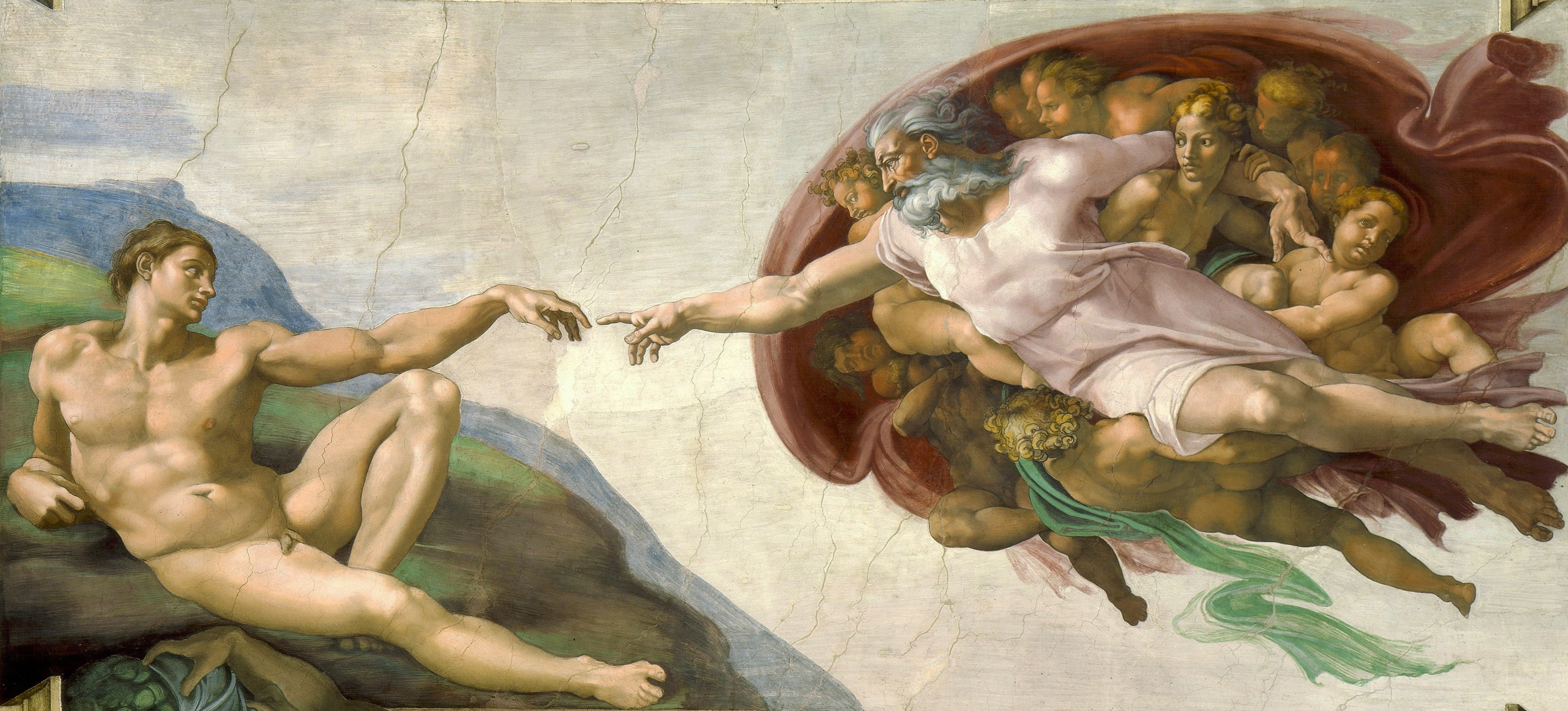
Tranh của Michelangelo về sự tạo thành Adam

Thần tạo luận hay Thuyết sáng thế (cũng gọi: "Thuyết sáng tạo") là tập hợp các niềm tin tôn giáo cho rằng thiên nhiên cũng như vũ trụ, Trái đất, sự sống và con người, đều bắt nguồn từ những hành động siêu tự nhiên của sáng tạo thần thánh, nghĩa là tất cả mọi vật đều do thần tạo ra. Khái niệm này dịch từ nguyên gốc tiếng Anh là creationism. Theo nghĩa rộng nhất, lý thuyết này bao gồm nhiều quan điểm tôn giáo khác nhau và có khác nhau trong cả việc công nhận hoặc từ chối các giải thích khoa học đã có về nguồn gốc và sự phát triển của tự nhiên. Do các thành tựu khó bác bỏ của khoa học tự nhiên, đến thế kỉ XVIII - XIX, đã hình nên lý thuyết Tân sáng tạo (neo-creationism). Ngay cả khi học thuyết chọn lọc tự nhiên của Charles Darwin được công nhận rộng rãi, thì cũng có nhiều tín đồ của Tân sáng tạo cho rằng "chọn lọc tự nhiên chỉ giảm bớt gánh năng cho Thần thánh".
Cơ sở chính niềm tin của nhiều nhà theo lý thuyết này là kinh Cựu ước (Old Testament) và những câu chuyện trong sách Sáng thế (book of Genesis). Hiện nay, Thần tạo luận có nhiều luận điểm, kiểu thức khác nhau, khá đa dạng và có sử dụng cả thành tựu khoa học hiện đại, nghĩa là  không phải cứ thần tạo là phản khoa học.

## Các kiểu thức thường gặp
Tóm tắt các quan điểm chính:
|                                                      | Nguồn gốc loài người                                              | Nguồn gốc các loài vật                                                                              | Trái đất                                                             | Tuổi vũ trụ                              |
| ---------------------------------------------------- | ----------------------------------------------------------------- | --------------------------------------------------------------------------------------------------- | -------------------------------------------------------------------- | ---------------------------------------- |
| Thần tạo luận Trái đất trẻ (Young Earth creationism) | Do đức Chúa trực tiếp tạo ra                                      | Do đức Chúa trực tiếp tạo ra. Không có tiến hóa lớn.                                                | Dưới 10000 năm. Định hình bởi Đại hồng thủy.                         | Khoảng 10000 năm, đối với Hệ Mặt trời.   |
| Khoảng trống sáng tạo (Gap creationism)              | Do đức Chúa trực tiếp tạo ra                                      | Do đức Chúa trực tiếp tạo ra. Không có tiến hóa lớn.                                                | Công nhận tuổi của giới khoa học. Định hình bởi Đại hồng thủy.       | Công nhận tuổi của giới khoa học đưa ra. |
| Thần tạo luận tiến bộ (Progressive creationism)      | Do đức Chúa trực tiếp tạo ra, dựa trên giải phẫu học Linh trưởng. | Được Chúa trực tiếp sáng tạo, rồi tiến hóa, không có tổ tiên chung duy nhất.                        | Công nhận tuổi của giới khoa học. Không định hình bởi Đại hồng thủy. | Công nhận tuổi của giới khoa học đưa ra. |
| Thuyết sáng tạo thông minh (Intelligent design)      | Có thể có sự tiến hóa từ các loài linh trưởng thành người.        | Thần thánh có can thiệp vào thời điểm nào đó. Có thể có nguồn gốc chung, hoặc không cùng nguồn gốc. | Trái đất là kết quả sự can thiệp của thần thánh.                     | Công nhận tuổi của giới khoa học đưa ra. |
| Tiến hóa hữu thần (Theistic evolution)               | Tiến hóa từ các loài linh trưởng mà thành.                        | Tiến hóa từ tổ tiên chung duy nhất.                                                                 | Công nhận tuổi của giới khoa học. Không có Đại hồng thủy.            | Công nhận tuổi của giới khoa học đưa ra  |

### Trái đất trẻ

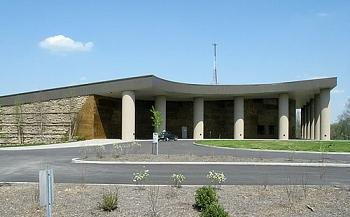
Bảo tàng Thần tạo luận được điều hành bởi "Answers in Genesis" (AiG) ở Petersburg, Kentucky.

Nhà biện hộ học Ken Ham (sinh 1951) và Doug Phillips (sinh 1965) thuộc quan điểm này cho rằng Chúa đã tạo ra Trái đất từ mười nghìn năm trước. Còn tuổi của vũ trụ thì hơn rất nhiều so với tuổi của Trái đất. o
Có các tổ chức Cơ đốc giáo, Viện Nghiên cứu và Hiệp hội Nghiên cứu bảo vệ và phát triển quan điểm này. Hơn nữa, có các Bảo tàng về vấn đề này, như của Carl Baugh ở Texas, của AiG và của Ark Encounter ở Hoa Kỳ đã có nhiều hiện vật được trưng bày để thúc đẩy chủ nghĩa thần tạo luận Trái đất trẻ. Ở các quốc ghia khác như Úc, Canada, Nam Phi, New Zealand và Vương quốc Anh cũng vậy.
 Đang thực hiện...